# عصام یاسین
عصام یاسین (عربی: عصام ياسين عباس؛ زادهٔ ۱۱ مارس ۱۹۸۷) یک بازیکن فوتبال اهل عراق است.
وی همچنین در تیم ملی فوتبال عراق بازی کرده است.